# Reinhard Glemnitz
Reinhard Glemnitz (Breslavia, 27 novembre 1930) è un attore e doppiatore tedesco.

## Biografia
Dopo gli studi di recitazione alla Otto-Falckenberg-Schule di Monaco di Baviera (1946/47), Glemnnitz si dedicò nei suoi primi anni soprattutto al cabaret, alla "Kabarettiche" di Colonia ed agli spettacoli della compagnia teatrale "Die Kleine Freiheit" a Zurigo e Vienna. Nel 1948 cominciò la sua attività di conduttore radiofonico per la Radio Bavarese. Nel 1954 arrivò il suo primo ruolo cinematografico con il film 08/15, che insieme a La storia di Joel Brand (1964) fu uno dei suoi pochi ruoli in uniforme. L'anno successivo recita in "Rosenmontag" e nel 1960 in Nella morsa delle SS ("Mein Schulfreund") di Robert Siodmak. Dal 1956 al 1958 lavorò al teatro di Wuppertal, e contemporaneamente ebbe incarichi al Bayerisches Staatsschauspiel di Monaco fino al 1961. Seguirono diverse apparizioni in film e televisione, tra cui lo sceneggiato in tre puntate di Francis Durbridge "Le chiavi", la serie di spionaggio La quinta colonna (Die fünfte Kolonne) e la serie-culto di fantascienza Le fantastiche avventure dell'astronave Orion ("Raumpatrouille"), oltre alle produzioni Der Millionenbauer, Polizeiinspektion 1, Die Wannseekonferenz, SOKO 5113, La nave dei sogni (Das Traumschiff), L'ispettore Derrick, "Weißblaue Geschichten", "Anna Maria" e "Kanal fatal".
Ma il suo ruolo più celebre resta quello dell'Ispettore Robert Heines nella serie TV Der Kommissar, interpretato dal 1968 al 1975, ruolo che gli è valso quattro volte il premio Bambi d'oro (1970, 1971, 1972 e 1975) ed uno d'argento (1973). Nel 1990 ricevette a Lipsia un Bambi alla carriera. Nel 1998, in occasione del cinquantenario della sua attività di conduttore radiofonico, ricevette dalla Bayerisches Rundfunk una medaglia d'oro.
Dal 1981 al 1983 Glemnitz lavorò nel musical Evita, che lo portò a Vienna, Berlino Ovest e Monaco di Baviera, nel ruolo del signor Perón, in cui poté mettere alla prova anche le sue capacità canore. Nel 1996 recitò nel musical Hello Dolly nel ruolo di Vandergelder, al Bayerischer Hof di Monaco.
Come doppiatore prestò la voce dal 1955 a Richard Harris (per esempio in Camelot), Anthony Perkins (in Il processo, Le piace Brahms? e La terza dimensione), Michael Caine (in Trappola mortale), Bernard Hill come Re Théoden nella trilogia de Il Signore degli Anelli, Tom Courtenay in L'ultimo bicchiere, Bernard Le Coq in Il fiore del male di Claude Chabrol e Christopher Plummer in Insider - Dietro la verità. Inoltre doppiò Judd Hirsch, uno dei suoi attori preferiti, nelle serie Caro John, George & Leo e in Caroline in the City. Nella serie-TV SeaQuest DSV presta la voce a Michael Ironside, in Stargate Atlantis a Mitch Pileggi ed in The Agency a Ronny Cox. Nel film L'uomo del treno di Patrice Leconte ha doppiato Jean Rochefort. Con la sua voce narrante per il protagonista Humphrey van Weyden (Edward Meeks) ha poi caratterizzato colossal prodotto dalla ZDF Der Seewolf nel 1971.
Reinhard Glemnitz è sposato con la ballerina Lydia Blum ed ha due figlie. Vive dal 1969 nei pressi del Tegernsee.

## Filmografia parziale

### Cinema
- 08/15, regia di Paul May (1954)
- Linea di sangue (Bloodline), regia di Terence Young (1979)

### Televisione
- Die fünfte Kolonne - Serie televisiva (1963-1968)
- L'avventuriero dei sette mari (Der Seewolf) (1971)
- Der Kommissar (1969-1976)
- Patrik Pacard (1984)

## Riconoscimenti
- Bambi 1970, 1971, 1973, 1975, 1990 (alla carriera)